# Allocasuarina verticillata
Allocasuarina verticillata és una espècie de planta fixadora de nitrogen nativa de sud-est d'Austràlia. La seva distribució es dona des del centre de Nova Gal·les del Sud cap al sud a Victòria i Austràlia del Sud, així com a Tasmània. És un arbre que es troba a derivats sorrencs o granit, a sòls sorrencs costaners, alguns procedents de calices i argiles, als promontoris costaners i a planeres d'afloraments rocosos. Creix com un arbre petit amb un hàbit arrodonit, arribant a mesurar entre 4 i 10 m d'alçada.
A l'Illa Kangaroo és l'aliment preferit de la Cacatua de Latham, que sosté els cons amb la pota i els destrossa amb el seu bec potent abans de treure'n les llavors amb la seva llengua.
Va ser originalment recol·lectada a Tasmània i descrita com a Casuarina verticillata pel naturalista francès Jean-Baptiste Lamarck el 1786. Posteriorment, el 1982, va ser moguda cap al seu actual gènere (Allocasuarina) pel botànic australià Lawrie Johnson.

## Galeria

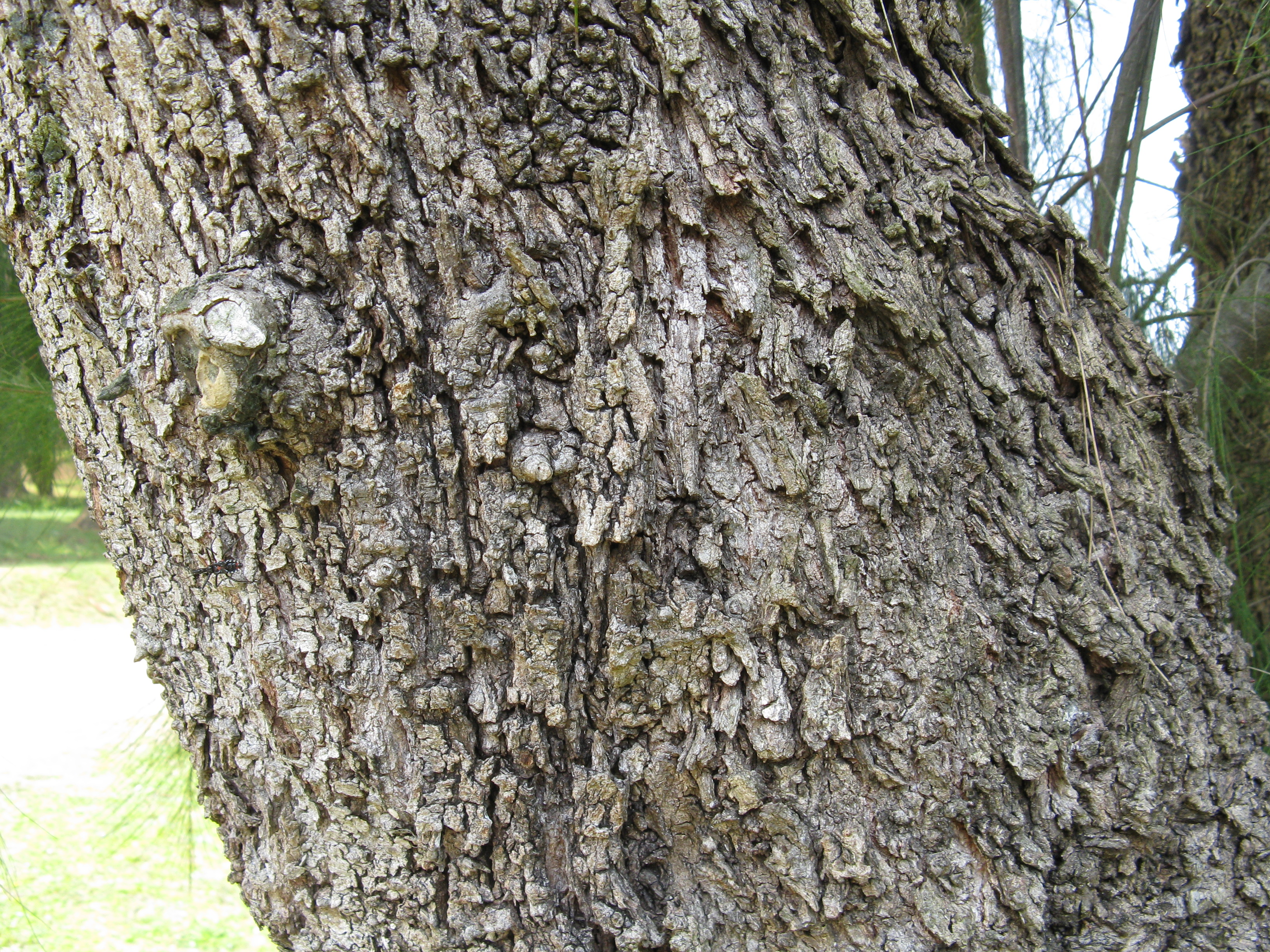
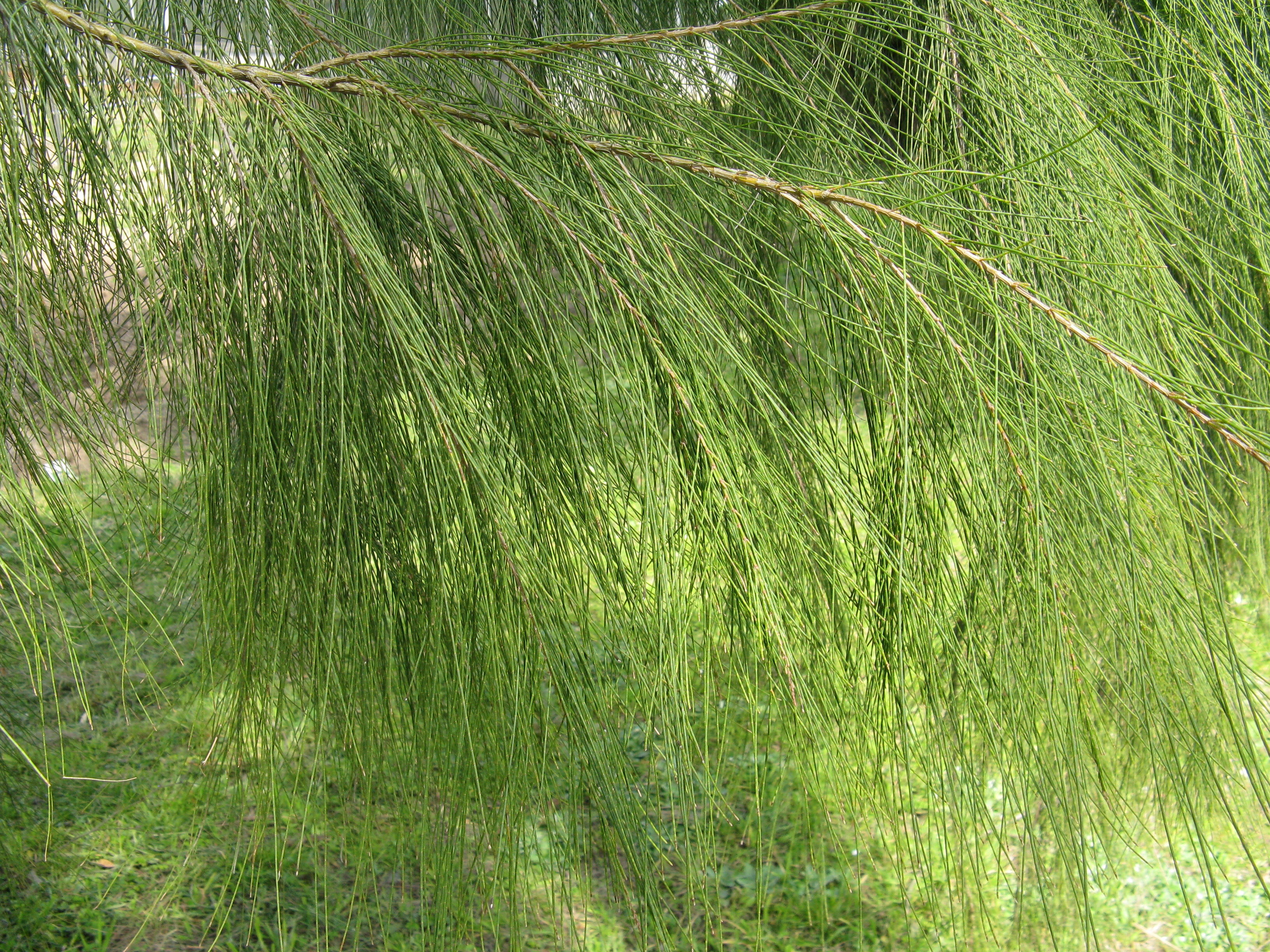
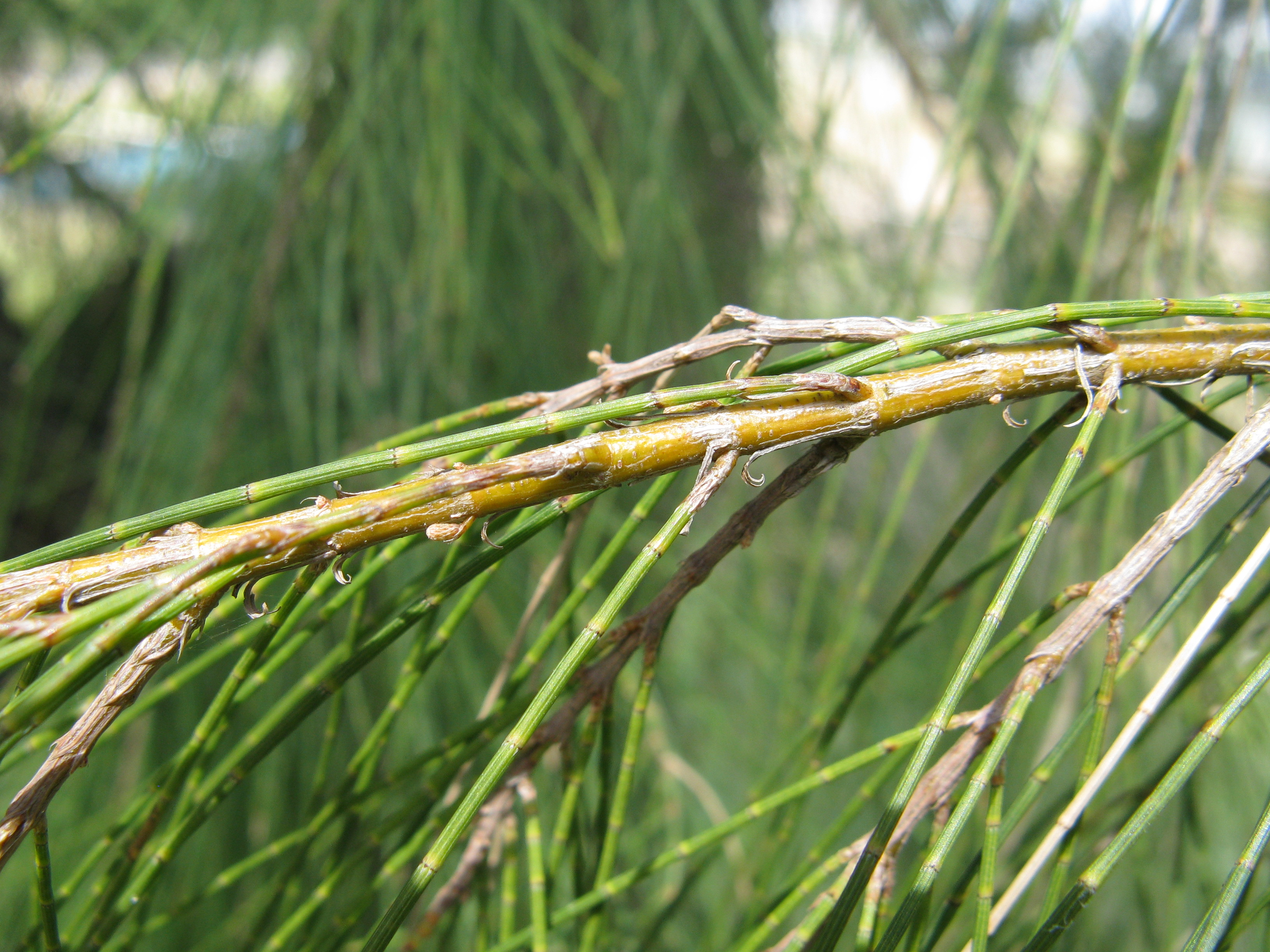
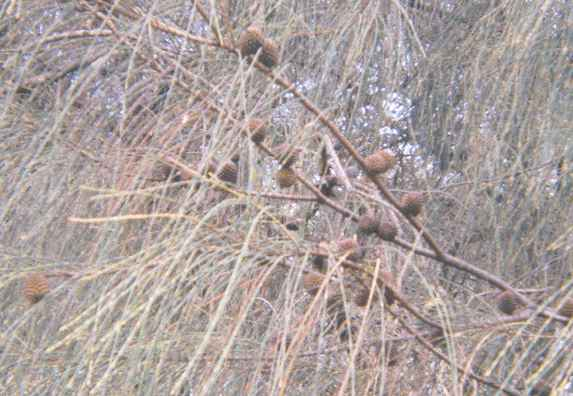